# Otroeda varunaea
Otroeda varunaea är en fjärilsart som beskrevs av Druce 1882. Otroeda varunaea ingår i släktet Otroeda och familjen tofsspinnare. Inga underarter finns listade i Catalogue of Life.